# 플릿 폭시스
플릿 폭시스(Fleet Foxes)는 미국 시애틀 출신의 5인조 밴드이다. 서브 팝(Sub Pop)과 벨라 유니온(Bella Union)레코드 사에 소속되어있다. 2006년 셀프 타이틀된 EP 《Fleet Foxes》를 발표했고, 2008년 《Sun Giant》라는 이름으로 두 번째 EP를 발표하고, 2008년 6월 서브 팝을 통해서 그들의 첫 번째 정규 앨범 《Fleet Foxes》를 선보인다. 《Sun Giant》와 정규앨범 《Fleet Foxes》는 평론가들에게 호평을 받았고, 정제된 가사와 보컬의 하모니를 사용하고 있다는 평을 받았다. 이 오인조 밴드는 그들의 음악을 "바로크 하모니 팝(baroque harmonic pop)"라고 말하고 있다.

## 음반 목록

### 정규 앨범
- Fleet Foxes (2008)　미국 36위, 영국 3위

한국반에는 Sun Giant EP에 수록곡이 보너스 트랙으로 실려 있다.

### EP
- Fleet Foxes (2006)
- Sun Giant (2008)　미국 176위